# ガブリエル・コード 〜エデンへ導く光の楽譜〜
『ガブリエル・コード 〜エデンへ導く光の楽譜〜』（ガブリエル・コード エデンへみちびくひかりのがくふ）は、Ceuiの4作目のアルバム。2013年11月20日にLantisから発売された。

## 概要
- 前作『Rapsodia』から11ヶ月ぶりのフルアルバム。
- 楽曲タイトルの冒頭にある「ガブリエル・コード」とはその楽曲が収められた楽譜を指す。その他にもエデンを形成する「センティア」「タラント」「ステラ」などの謎の単語が散りばめられている[1]。
- 初回限定盤はアルバム・リード曲「レボリュシオン」のMusic Clipを収録したDVD付き2枚組[1][2]。

## 収録曲
全曲　作詞：Ceui（#5を除く）、作曲：小高光太郎・Ceui、編曲：小高光太郎（特記以外）
1. ガブリエル・コード [6:20]
2. レボリュシオン [5:16]
3. 全知全能シャングリラ [3:42]
4. 君だけの素敵なタラント [4:46]
5. Interlude〜少女の祈り〜 [2:36]
作曲：Ceui
6. Knight Of Gold [5:10]
7. ミファソラシでキスしよう [4:12]
8. ステラの降る夜、君の歌声。 [4:36]
9. 砂漠のサンタマリア [4:12]
10. 奏愛カレンデュラ [4:13]
11. 人魚姫と王子の物語 [4:24]
作曲：Ceui